# KS鋼
KS鋼（KSこう、英: KS steel）は、コバルト・タングステン・クロム・炭素を含む鉄の合金（磁石鋼）である。また世界初の永久磁石であり、KS磁石鋼とも呼ぶ。

## 歴史
KS鋼の開発以前は主にタングステンを約6 %含むタングステン鋼が磁石鋼として用いられてきたが、第一次世界大戦の勃発で輸入が途絶えてしまった。1916年（大正5年）、軍から要請を受け、鉄の磁性研究に取り組んだ。その結果、1917年（大正6年）に東北帝国大学の本多光太郎と高木弘によって発明され、当時としては世界最強の永久磁石鋼として脚光を浴びた。また、同年に特許出願し（32234号）、特許権を住友吉左衛門に無償で譲渡した。これをもとに住友は英・米・独・仏・伊の特許を請求し独シーメンス社、米ウェスティングハウス社が採用するに至り、その特許料を得た住友は東北帝国大学に30万円（当時の金額）を寄贈した。
KS鋼の発明が、計測機器の性能を向上させ、工業発展に貢献し、さらに日本での磁性材料研究が活発になるきっかけを作った。
1931年（昭和6年）に、東京帝国大学の三島徳七がKS鋼の2倍の保磁力を有するMK鋼を開発するが、1934年（昭和9年）の本多らによる新KS鋼は、再び最強の磁石となった。

## 名前の由来
KSとは、本多らが所属する東北帝国大学臨時理化学研究所（後の金属材料研究所）に多額の研究費を寄付した住友吉左衛門（住友グループの前身・住友総本店店主、住友家第15代目当主）のイニシャルである。

## 構造
コバルト・タングステン・クロムを含む特殊鋼であり、その組成範囲はコバルト30〜40 %、タングステンが5〜9 %、クロムが1.5〜3 %、炭素が0.4〜0.8 %で残りが鉄である合金である。

## 保磁力
当時の高性能磁石であったタングステン鋼（約70エルステッド）の約3倍の保磁力（250エルステッド）を有した。